# داك المراوغ
داك المراوغ مسلسل رسوم متحركة أمريكي من إنتاج وارنر براذرز أنيميشن . عرض لأول مره في 23 أغسطس 2003 واستمر عرضه حتى 11 نوفمبر 2005 تمت دبلجة المسلسل للغة العربية وعرض على قناة MBC3 .

## روابط خارجية
- داك المراوغ على موقع IMDb (الإنجليزية)
- داك المراوغ على موقع ميتاكريتيك (الإنجليزية)
- داك المراوغ على موقع روتن توميتوز (الإنجليزية)
- داك المراوغ على موقع أول موفي (الإنجليزية)
- داك المراوغ على موقع كينوبويسك (الروسية)
- داك المراوغ على موقع ألو سيني (الفرنسية)
- داك المراوغ على موقع قاعدة بيانات الفيلم (الإنجليزية)